# Darkfighter
Darkfighter - технология, разработанная китайской компанией Hikvision. IP видеокамеры на базе этой технологии способны обеспечивать четкие изображения в цвете даже ночью, в отличие от монохромной картинки многих традиционных видеокамер наблюдения.
Darkfighter видеокамеры не требуют установки дополнительных источников освещения, предоставляют высококачественные цветные изображения в HD разрешении даже тогда, когда обычные цветные видеокамеры видят только полную темноту. Такие способности возможны благодаря целому комплексу задействованных технологий.

#### Усовершенствованный сенсор
Компания Hikvision в конструкции своих видеокамер Darkfighter использует увеличенный сенсор, где площадь каждого пикселя практически в два раза превышает площадь пикселя в стандартных матрицах. А путем изменения порядка металлического и светочувствительного слоев, удалось достичь 30% увеличения яркости получаемого изображения, получив новый тип сенсора - так называемый «сенсор задней подсветки».
Кроме того, на матрицах Darkfighter в качестве теплопроводника используется особое несиликоновое масло, которое предотвращает перегрев, поглощая излишнее тепло и передавая его на металлический лист. Это позволяет избежать появления шума на изображении, который может увеличиваться по мере повышения температуры сенсора.

#### Объектив Darkeye
Особенностью серии камер Darkfighter является конструкция их Darkeye объективов, в которых:
1. используется не сферическая форма линз, которая может вызывать искажения изображений, а значительно уменьшающая такие аберрации асферическая форма;
2. применяется технология многослойного антибликового покрытия, которое уменьшает коэффициент светоотражения и увеличивает светопропускание линз;
3. увеличенная диафрагма, благодаря чему изображения более яркие и детальные;
4. диафрагма постоянна - даже при изменении фокусного расстояния, апертура остается максимальной.

Дополнительным преимуществом объектива является водоотталкивающее покрытие «антитуман» на внешнем стекле видеокамеры, которое предотвращает его запотевание. В характеристиках видеокамер эта особенность обозначается как функция «Smart Defog».

#### Улучшение изображения
Еще две технологии, которые используются в видеокамерах Darkfighter и обеспечивают яркое, четкое, цветное изображение при слабом освещении:
- Технология полночастотного шумоподавления – метод аппаратного снижения шума, используется в дополнение к программному шумоподавлению.
- Технология самоадаптивного ISP – автообработка сигнала с помощью мульти-экспозиции, смарт компенсации засветки, самоадаптирующегося усиления деталей, нелинейного автоулучшения.

Особенностью является расширенный Smart функционал камер Darkfighter, который значительно повышает эффективность видеонаблюдения и предоставляет множество дополнительных преимуществ. Интеллектуальная видеоаналитика способна распознавать и идентифицировать лица, анализировать аудиофон и задействовать тревогу при Smart аудиообнаружении необычных звуков, фиксировать пересечение определенных линий и сигнализировать о всех вторжениях на охраняемую территорию.